# 나의 꿈을 찾아서
〈슬픈추억〉은 대한민국의 가수 권인하의 노래이다. 
- 1992년 권인하 3집 《나의 꿈을 찾아서》에 실린 노래로 당시 그 해 각종 가요 차트 1위를 기록했으며 MBC 10대 가수 가요제 최고인기가요상, 최고인기가수상, KBS 가요대상에서 본상을 수상하며 인기를 얻었다.

- 이 노래는 현재까지 대한민국에서 흔히 애창되고 있으며, 특히 이 곡은 박효신 아이유 주니엘 비스트 걸스데이 등 많은 가수들이 리메이크란 버전을 부르기도 했다.

## 같이 보기
- 권인하